# اندی ریچی (بازیکن فوتبال اهل انگلستان)
اندی ریچی (انگلیسی: Andy Ritchie؛ زادهٔ ۲۸ نوامبر ۱۹۶۰) بازیکن فوتبال اهل بریتانیا است.
از باشگاه‌هایی که در آن بازی کرده‌است می‌توان به باشگاه فوتبال لیدز یونایتد، باشگاه فوتبال اولدهام اتلتیک، باشگاه فوتبال منچستر یونایتد، و باشگاه فوتبال برایتون اند هوو آلبیون اشاره کرد.
وی همچنین در تیم ملی فوتبال زیر ۲۱ سال انگلستان بازی کرده‌است.